# Cities in Motion
Cities in Motion — компьютерная игра в жанре экономического симулятора. Была разработана финской студией Colossal Order и выпущена шведской студией Paradox Interactive 25 февраля 2011 года. Игровой процесс основан на строительстве транспортных сетей в крупнейших городах мира и управлении ими. Игрок выступает в роли главы компании, осуществляющей городские перевозки и регулирующей транспортные сети. Возможно создавать маршруты нескольких видов транспорта, назначать на них определённые модели средств передвижения, регулировать зарплаты водителей и обслуживающего персонала, расходы на содержание транспорта и т. д. Важно поддерживать хорошую репутацию компании, иначе мало кто из потенциальных пассажиров захочет ездить на маршрутах и много платить за проезд, что принесёт убытки.
Это первая игра подобного жанра, выпущенная студией Paradox Interactive. Игра разрабатывалась как однопользовательская, поэтому возможность игры по сети не предусмотрена. Игра открыта для создания разнообразных модификаций: от увеличения доступных моделей транспорта до создания совершенно других видов средств передвижения и новых карт городов.
Благодаря успеху Cities in Motion, 2 апреля 2013 года была выпущена вторая часть.

## Игровой процесс
Основная задача игры — создание прибыльной транспортной сети, которая обеспечивает жителям виртуальных копий крупнейших городов Европы и мира доступ к месту их работы, местам отдыха и развлечений, торговым центрам, жилым местам и т. д. Игрок выступает как глава компании, осуществляющей городские перевозки, строящей новые транспортные сети и выполняющей заказы от жителей города или мэра.
Маршрут в игре представляет собой замкнутый цикл из остановок, по которому движется транспорт. Всего в игре пять видов транспорта: автобус, трамвай, метро, речной трамвай и вертолёт. В зависимости от вида транспорта различается способ перемещения, структура и количество остановок, необходимых для функционирования маршрута. Так, если для функционирования автобусного маршрута достаточно нескольких остановок, установленных вдоль улицы, то для движения трамвая необходимы рельсы, проложенные по самим улицам или по земле, для метро — подземные рельсы и большие по площади станции. Для функционирования речного парома достаточно двух причалов, а для вертолёта — двух посадочных площадок.
Управление маршрутами в игре заключается в регулировании зарплат водителей и обслуживающего персонала и установлении платы за проезд. При увеличении платы за проезд увеличивается доход от маршрутов, но может понизиться количество потенциальных пассажиров, которые разделяются в игре по уровню дохода. В то же время при повышении зарплат работникам увеличиваются расходы и улучшается состояние транспортных средств.
Для игры доступно два режима: кампания и «песочница». Кампания состоит из сценариев, описывающих исторические этапы развития транспортного движения столиц Европы и мира в XX веке, в каждом из которых игроку необходимо достичь определённой цели, в основном заданной пожеланиями мэра города. Достижение цели обеспечивается последовательным выполнением заданий от мэра или жителей города. Игроку даётся определённый стартовый капитал, обычно небольшой, также можно брать кредиты у различных банков под процентную ставку. Выплата по кредитам производится ежемесячно, до тех пор, пока вся сумма не окажется возвращена банку. При этом количество кредитов ограничено, так что при неэффективном расходовании бюджета игрок может обанкротиться. «Песочница» — это свободная игра; при запуске режима можно выбрать город, год начала игры и стартовое количество средств.
В данном режиме игрок не ограничен выполнением заданий сценария и может выстраивать транспортную сеть города по собственному усмотрению.

### Обучение
Обучение в данной игре представлено отдельным сценарием с заданиями, содержащими базовые инструкции по управлению камерой, ориентированию в интерфейсе, функционированию компании и маршрутов и т. д.

### Редактор карт
В Cities in Motion встроен редактор карт, позволяющий игрокам создавать свои собственные карты городов и редактировать уже созданные. Редактор оснащён различными инструментами, позволяющими изменять ландшафт, размещать деревья, здания, дороги и т. д. С помощью модификаций возможно увеличить количество доступных моделей объектов и расширить функционал редактора.

## Список дополнений
Здесь представлен список, состав и дата выхода всех DLC, вышедших к игре.
| Дополнение      | Состав | Дата выхода           |
| --------------- | --- | --------------------- |
| Design Classics | По 1 модели всех видов транспорта                                                                                       | 6 апреля 2011 года    |
| Design Marvels  | 2 модели автобуса, 1 модель трамвая, 1 модель метро и 1 модель вертолёта                                                | 21 мая 2011 года      |
| Tokyo           | Новый город — Токио, 7 новых моделей транспорта, новый вид транспорта — монорельс и новая музыка                        | 1 июня 2011 года      |
| Design Now      | По 1 модели всех видов транспорта                                                                                       | 14 июня 2011 года     |
| Metro Stations  | 2 новые станции метро                                                                                                   | 23 июля 2011 года     |
| German Cities   | Новые города — Кёльн и Лейпциг, новая кампания                                                                          | 14 сентября 2011 года |
| US Cities       | Новые города — Нью-Йорк и Сан-Франциско, 7 новых моделей транспорта, два новых вида транспорта — фуникулёр и троллейбус | 17 января 2012 года   |
| Design Dreams   | 1 модель автобуса, 1 модель трамвая, 2 модели метро и 1 модель вертолёта                                                | 29 февраля 2012 года  |
| Ulm             | Новый город — Ульм, новая музыка                                                                                        | 12 апреля 2012 года   |
| Paris           | Новый город — Париж, 4 новые модели транспорта, 4 сценария и новая кампания                                             | 15 мая 2012 года      |
| St. Petersburg  | Новый город — Санкт-Петербург, новая кампания и новый вид транспорта — троллейбус                                       | 26 июля 2012 года     |
| London          | Новый город — Лондон, 5 новых моделей транспорта и 4 сценария                                                           | 20 ноября 2012 года   |
| Design Quirks   | По 1 модели всех видов транспорта                                                                                       | 5 февраля 2013 года   |

## Отзывы
Игра получила в целом довольно положительные отзывы.
Летом 2018 года, благодаря уязвимости в защите Steam Web API, стало известно, что точное количество пользователей сервиса Steam, которые играли в игру хотя бы один раз, составляет 237 970 человек.